# Bruine-vlekkenroest
De bruine-vlekkenroest (Puccinia poae-nemoralis synoniem Puccinia brachypodii var. poae-nemoralis (Otth) Cummins en H.C. Green) is een heteroecische roest die tot de Basidiomycota behoort. De schimmel tast onder andere de bladeren en bladscheden van veldbeemdgras, straatgras en ruw beemdgras aan. Op deze soorten worden uredinia en telia gevormd. Op zuurbes worden spermogonia en aecia gevormd.
De bruine-vlekkenroest komt voor in Europa, Japan en Noord-Amerika, maar veroorzaakt in Noord-Amerika weinig schade. Bij veldbeemdgras komen grote verschillen in resistentie tussen rassen voor.
Op de bladeren worden bruine, rondovale sporenhoopjes (uredinia) met uredosporen gevormd. Rondom het sporenhoopje ontstaat een lichte ring. De breed ellipsvormige tot breed eivormige uredospore is 22-27 × 18-23 μm groot en heeft 6 (5-8) verspreid liggende kiemporen. De wand is dicht bezet met stekels. De uredosporen kunnen nieuwe infecties veroorzaken. Naast de uredosporen komen in de uredinia ook kopvormige, dikwandige parafysen voor, waardoor de schimmel zich onderscheidt van zwarte roest, die geen parafysen vormt. Ook komt bij zwarte roest geen lichte ring om het sporenhoopje voor.
Later in het seizoen worden op de geïnfecteerde bladeren ook grijs-bruine vruchtlichamen (telia) met teleutosporen gevormd. In Nederland komen hoofdzakelijk uredinia voor en worden in de telia slechts onvolgroeide, 2-cellige teleutosporen gevormd. Volgroeide teleutosporen zijn lang eivormig tot knotsvormig en 35–50 × 17–23 µm groot. Ze hebben een bruine, tot 15 µm lange steel.
De aeciosporen op zuurbes zijn wrattig en 20-27 × 19-23 μm groot.